# ليسوم مريللي
ليسوم مريللي (الاسم العلمي: Illicium merrillianum) هو نوع نباتي يتبع جنس الليسوم من فصيلة الشزندرية.